# Rundbal

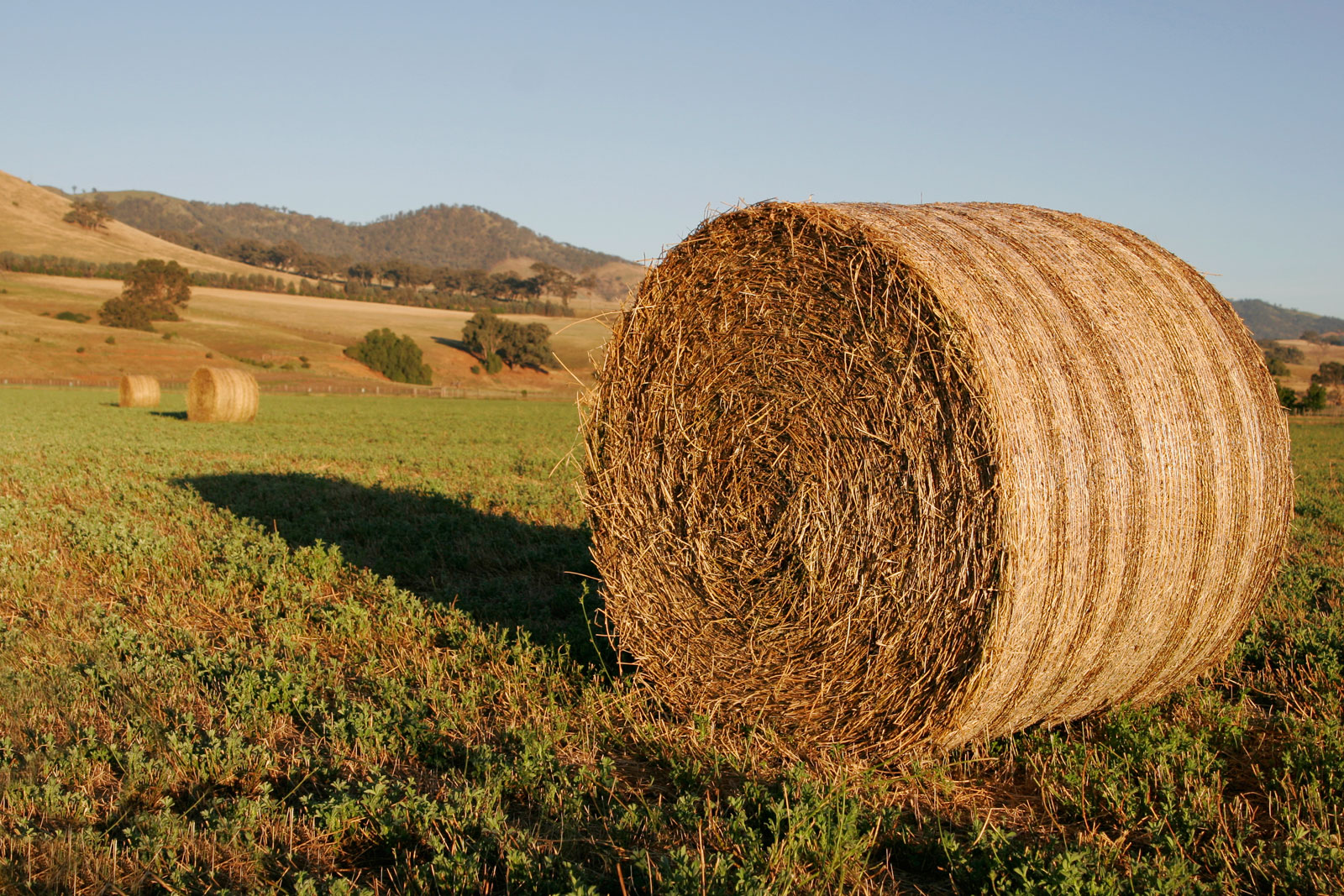
Rundbal av halm med nätlindning.

Rundbalar är balar av hö, halm eller vallväxter som pressas av rundbalspressar.
Hö- och halmbalarna omges med en nätlindning för att hålla ihop. Vallväxtbalarna förseglas med fyra till åtta lager sträckfilm. Det kallas då för ensilage. Hö- och halmbalarna står emot regn relativt bra men ska inte förvaras längre tid där de är utsatta för nederbörd, medan ensilagebalarna kan lagras utomhus året om. Ensilagemetoden medför i princip inga anläggningskostnader men har höga löpande kostnader (plasten).Det är ett enkelt och bra sätt att ta tillvara grönmassa på, då det kan vara fullt i silotorn och ett smidigare sätt än att anlägga en plansilo.
Ensilagebal kallas i folkmun även "traktorägg", "LRF-ägg", "myrägg", "sockerbit" med mera. 

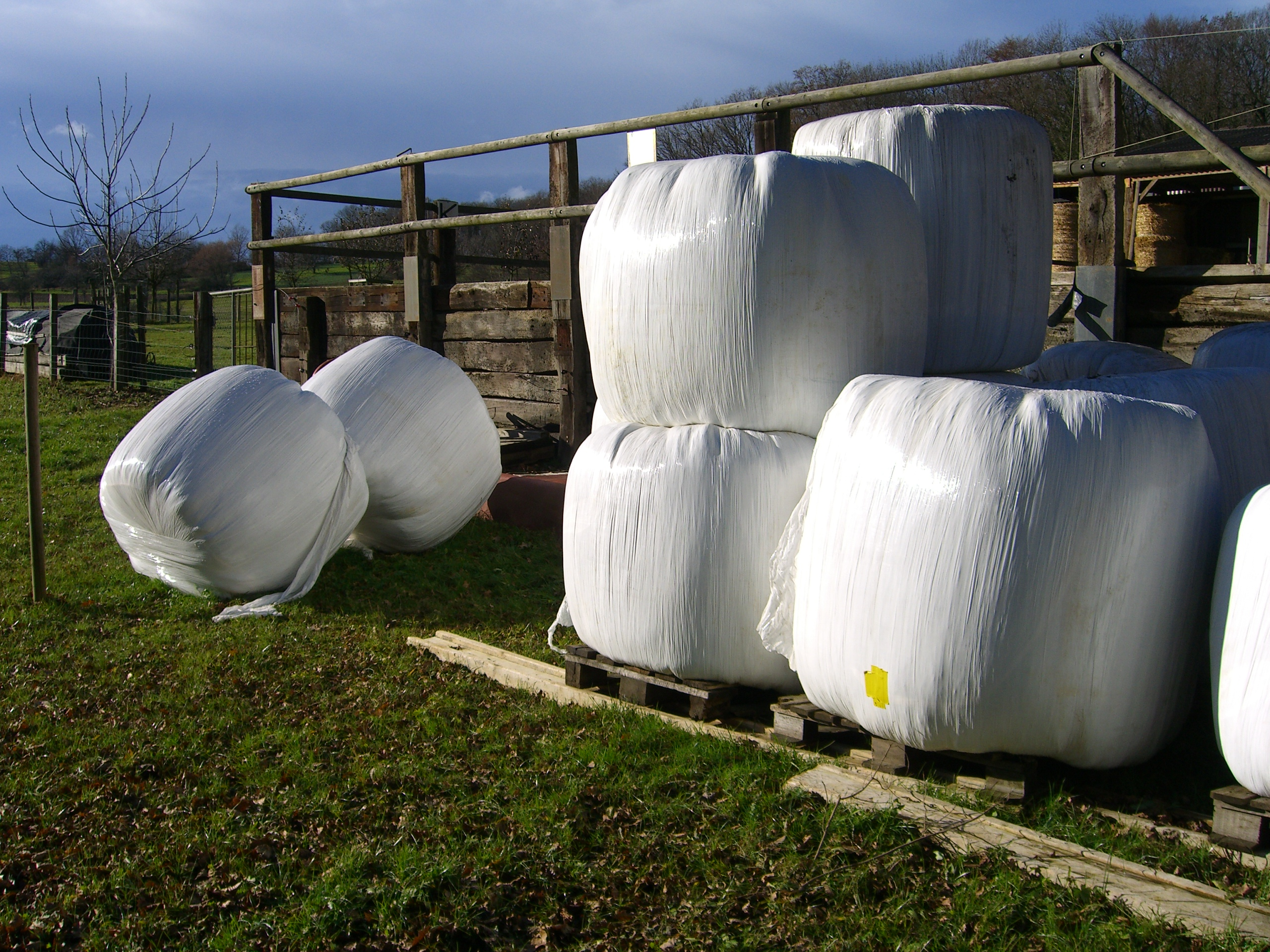
Ensilagerundbalar i vit ensilageplast travade för förvaring.
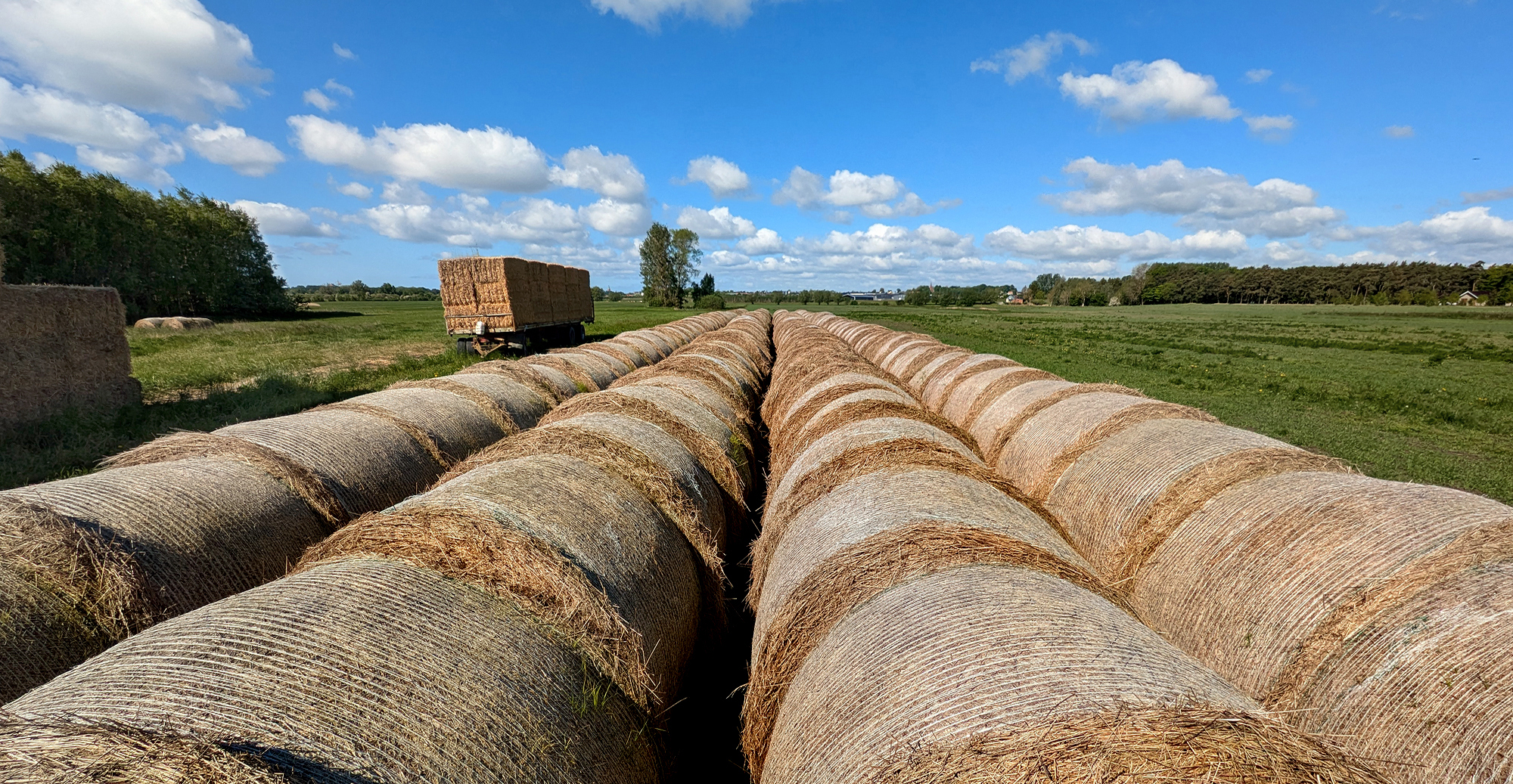
Ett stort antal nätlindade rundbalar med halm på ett fält i Ystad.